# Capra walie
Эфиопский козел, он же абиссинский козел (лат. Capra walie) — вид животных рода горных козлов подрода козерогов. Около 500 особей, как считается, ещё обитают в горах Эфиопии. Угрозами для вида (по другим мнениям — все же эндемичного подвида Capra ibex) считают возможную утрату среды обитания, вырубки и изобилие в окрестностях ареала домашних коз.

## Описание
Самцы весят 80-125 кг и имеют крупные рога. У самок рога тоже есть, однако они короче и тоньше.

## Образ жизни
Живут в стадах от пяти до двадцати голов. Стадо за день, пасясь, перемещается на расстояние от 0.5 до 2 км. Старые самцы держатся несколько более обособленно, но вновь вливаются в стадо для участия в размножении. Единственный хищник, о котором известно, что он охотится на взрослых козлов — гиена.